# Commonwealth Games 2014/Boxen
Bei den Commonwealth Games 2014 in Glasgow wurden im Boxen 13 Wettbewerbe ausgetragen, davon zehn für Männer und drei für Frauen. Austragungsort war das Scottish Exhibition and Conference Centre. Die beiden Verlierer der Halbfinale erhielten automatisch Bronze.

## Ergebnisse

### Männer

#### Leichtfliegengewicht (bis 49 kg)
| Platz | Land | Sportler          |
| ----- | ---- | ----------------- |
| 1     | NIR  | Paddy Barnes      |
| 2     | IND  | Devendro Laishram |
| 3     | WAL  | Ashley Williams   |
|       | UGA  | Fazil Kaggwa      |

Finale: 2. August 2014

#### Fliegengewicht (bis 52 kg)
| Platz | Land | Sportler        |
| ----- | ---- | --------------- |
| 1     | AUS  | Andrew Moloney  |
| 2     | PAK  | Muhammad Waseem |
| 3     | GHA  | Abdul Omar      |
|       | SCO  | Reece McFadden  |

Finale: 2. August 2014

#### Bantamgewicht (bis 56 kg)
| Platz | Land | Sportler        |
| ----- | ---- | --------------- |
| 1     | NIR  | Michael Conlan  |
| 2     | ENG  | Qais Ashfaq     |
| 3     | WAL  | Sean McGoldrick |
|       | KEN  | Benson Njangiru |

Finale: 2. August 2014

#### Leichtgewicht (bis 60 kg)
| Platz | Land | Sportler          |
| ----- | ---- | ----------------- |
| 1     | SCO  | Charlie Flynn     |
| 2     | NIR  | Joe Fitzpatrick   |
| 3     | WAL  | Joseph Cordina    |
|       | TTO  | Michael Alexander |

Finale: 2. August 2014

#### Leichtweltergewicht (bis 64 kg)
| Platz | Land | Sportler     |
| ----- | ---- | ------------ |
| 1     | SCO  | Josh Taylor  |
| 2     | NAM  | Jonas Junias |
| 3     | ENG  | Sam Maxwell  |
|       | NIR  | Sean Duffy   |

Finale: 2. August 2014

#### Weltergewicht (bis 69 kg)
| Platz | Land | Sportler         |
| ----- | ---- | ---------------- |
| 1     | ENG  | Scott Fitzgerald |
| 2     | IND  | Mandeep Jangra   |
| 3     | ZAF  | Tulani Mbenge    |
|       | NIR  | Steven Donnelly  |

Finale: 2. August 2014

#### Mittelgewicht (bis 75 kg)
| Platz | Land | Sportler       |
| ----- | ---- | -------------- |
| 1     | ENG  | Anthony Fowler |
| 2     | IND  | Vijender Kumar |
| 3     | NIR  | Connor Coyle   |
|       | ZAM  | Benny Muziyo   |

Finale: 2. August 2014

#### Leichtschwergewicht (bis 81 kg)
| Platz | Land | Sportler          |
| ----- | ---- | ----------------- |
| 1     | NZL  | David Nyika       |
| 2     | MRI  | Kennedy St-Pierre |
| 3     | WAL  | Nathan Thorley    |
|       | NIR  | Sean Mcglinchy    |

Finale: 2. August 2014

#### Schwergewicht (bis 91 kg)
| Platz | Land | Sportler        |
| ----- | ---- | --------------- |
| 1     | CAN  | Samir El Mais   |
| 2     | NZL  | David Light     |
| 3     | NGR  | Efetobor Apochi |
|       | SCO  | Stephen Lavelle |

Finale: 2. August 2014

#### Superschwergewicht (über 91 kg)
| Platz | Land | Sportler       |
| ----- | ---- | -------------- |
| 1     | ENG  | Joseph Joyce   |
| 2     | AUS  | Joseph Goodall |
| 3     | UGA  | Mike Sekabembe |
|       | NGR  | Efe Ajagba     |

Finale: 2. August 2014

### Frauen

#### Fliegengewicht (bis 51 kg)
| Platz | Land | Sportler       |
| ----- | ---- | -------------- |
| 1     | ENG  | Nicola Adams   |
| 2     | NIR  | Michaela Walsh |
| 3     | IND  | Pinki Rani     |
|       | CAN  | Mandy Bujold   |

Finale: 2. August 2014

#### Leichtgewicht (bis 60 kg)
| Platz | Land | Sportler             |
| ----- | ---- | -------------------- |
| 1     | AUS  | Shelley Watts        |
| 2     | IND  | Laishram Devi        |
| 3     | NIR  | Alanna Audley-Murphy |
|       | MOZ  | Maria Machongua      |

Finale: 2. August 2014

#### Mittelgewicht (bis 75 kg)
| Platz | Land | Sportler          |
| ----- | ---- | ----------------- |
| 1     | ENG  | Savannah Marshall |
| 2     | CAN  | Ariane Fortin     |
| 3     | WAL  | Lauren Price      |
|       | NGR  | Edith Ogoke       |

Finale: 2. August 2014

## Medaillenspiegel
| Platz | Land                | Gold | Silber | Bronze | Gesamt |
| ----- | ------------------- | ---- | ------ | ------ | ------ |
| 1     | England             | 5    | 1      | 1      | 7      |
| 2     | Nordirland          | 2    | 2      | 5      | 9      |
| 3     | Australien          | 2    | 1      | -      | 3      |
| 4     | Schottland          | 2    | -      | 2      | 4      |
| 5     | Kanada              | 1    | 1      | 1      | 3      |
| 6     | Neuseeland          | 1    | 1      | -      | 2      |
| 7     | Indien              | -    | 4      | 1      | 2      |
| 8     | Mauritius           | -    | 1      | -      | 1      |
|       | Namibia             | -    | 1      | -      | 1      |
|       | Pakistan            | -    | 1      | -      | 1      |
| 11    | Wales               | -    | -      | 5      | 5      |
| 12    | Nigeria             | -    | -      | 3      | 3      |
| 13    | Uganda              | -    | -      | 2      | 2      |
| 14    | Ghana               | -    | -      | 1      | 1      |
|       | Kenia               | -    | -      | 1      | 1      |
|       | Mosambik            | -    | -      | 1      | 1      |
|       | Sambia              | -    | -      | 1      | 1      |
|       | Südafrika           | -    | -      | 1      | 1      |
|       | Trinidad und Tobago | -    | -      | 1      | 1      |